# 巴特肯
巴特肯是吉爾吉斯的城鎮，也是巴特肯州的首府，位於該國西南部，距離奧什約240公里，毗鄰與塔吉克接壤的邊境，海拔高度1,036米，2010年人口10,334。